# Политическая карьера Арнольда Шварценеггера
В 2003 году Арнольд Шварценеггер был избран на пост губернатора Калифорнии от Республиканской партии. Он стал 38-м губернатором этого штата, и 1-м губернатором штата, родившимся за пределами США, со времени ирландца Джона Дауни, избранного в 1862 году. Американские СМИ сопровождали ход предвыборной кампании заголовками «Гувернатор» (Governator — гибрид «губернатор» и «терминатор»), «Бегущий человек» и «Терминатор-4: Восстание кандидата» (аналогично названию фильма «Terminator-3:Rise of the Machines»). Выборы нового губернатора сопровождались вторым в истории США отзывом (англ. recall) действующего главы штата Грэя Дэвиса, приведшего штат в состояние финансового и энергетического кризиса; это дало прессе повод для заголовков «Total Recall» (что отсылает к известному фильму Шварценеггера, вышедшему в русском прокате под названием «Вспомнить всё»). Сам Шварценеггер использовал лозунги «Накачать Сакраменто» (административный центр Калифорнии), «Аста ла виста, Грэй Дэвис» и «I'll be back».
Музыкант Мэрилин Мэнсон, комментируя избрание Шварценеггера, заявил: «Побольше бы терминаторов в политике, глядишь, и жизнь тогда бы была другой».
В октябре 2007 года объявлял в штате чрезвычайное положение в связи с лесными пожарами. Пожары перекинулись в том числе и на Голливуд, и были вызваны, по мнению местного населения, мексиканскими иммигрантами.
Также в октябре 2007 года отказался помиловать Пэрис Хилтон, подвергнутую административному аресту за вождение в нетрезвом виде.
В интервью газете «Известия» заявил:

ИЗВЕСТИЯ:
Вам перестала быть интересной карьера киноактера?
ШВАРЦЕНЕГГЕР:
Для меня это пройденный этап. Когда-то то же самое произошло с бодибилдингом. Я там достиг вершины. То же самое я могу сказать сейчас о кино. Там для меня все кончено. Мне неинтересно. В жизни часто такое бывает: наступает момент, когда чувствуешь, что надо двигаться дальше, надо заниматься чем-то другим. Мне нравится заниматься чем-то новым, изучать это дело, добиваться успеха. Не важно, что происходят конфликты, что завязывается борьба. Только так можно получать от жизни удовольствие. А где лучшее место на земле, чтобы все бросить, начать новое дело и получать удовольствие? Это Калифорния.

На выборах 2 ноября 2010 года на пост губернатора штата, на которых Шварценеггер уже не мог участвовать, победил демократ Джерри Браун, вступивший в должность 3 января 2011 года.

## Полномочия губернатора Калифорнии

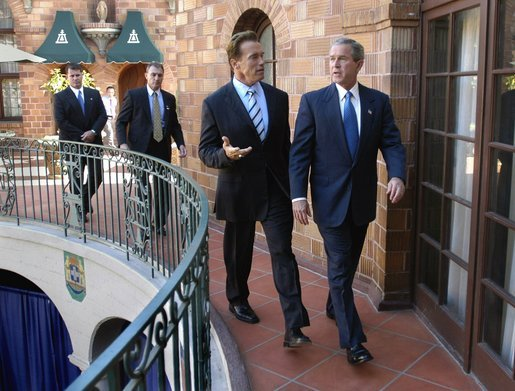
Губернатор Шварценеггер с президентом Бушем-младшим

Губернатор Калифорнии имеет право вето на билли (законы) Законодательного собрания штата (состоит из двух палат, Ассамблея, 80 депутатов, и Сенат, 40 депутатов). Законодатели могут преодолеть вето большинством в две трети голосов в обеих палатах.
Губернатор является главой исполнительной власти штата, и имеет полномочия по досрочным освобождениям и помилованиям на территории Калифорнии. Он является главнокомандующим Национальной гвардии штата, и имеет право проводить мобилизацию резерва гвардии. Глава штата предлагает проект бюджета, назначает судей.
В штате Калифорния существует процедура импичмента, которую инициирует Ассамблея; для успешного прохождения необходимо большинство в две трети голосов в Сенате штата. Также существует процедура отзыва губернатора избирателями, реализованная в 2003 году.
Одновременно с губернатором избирается заместитель губернатора (англ. Lieutenant Governor), возглавляющий Сенат штата, и исполняющий обязанности губернатора в его отсутствие.
Губернатор избирается на 4-летний срок, и может быть переизбран только один раз. Выборными на тех же началах являются также ряд других должностей: заместитель губернатора, генеральный прокурор штата, секретарь штата (отвечает за выборы), казначей штата, контролёр штата (отвечает за финансы), уполномоченный по страхованию (англ. California Insurance Commissioner), суперинтендант департамента образования (англ. California State Superintendent of Public Instruction). Высшие должностные лица могут принадлежать к разным политическим партиям; во время губернаторства республиканца Шварценеггера, одним из его заместителей являлся демократ Джон Гараменди (8 января 2007 года — 3 января 2009 года). В подобных случаях стороны, во избежание возможных конфликтов, заключают «джентльменское соглашение».

## Политическая карьера до избрания губернатором
В 1985 году Арнольд появился в финансируемом администрацией Рейгана музыкальном видео о вреде наркотиков «Остановить безумие». Первое его появление на публике в качестве республиканца произошло во время президентских выборов 1988 года, где он поддерживал кандидатуру Джорджа Буша (старшего), занимавшего на тот момент пост вице-президента.
В 1990—1993 годах он занимает пост председателя Президентского совета по физической культуре и спорту; его назначает на эту должность Джордж Буш (старший), назвав Арнольда «Конан-республиканец».
В 1993—1994 годах он занимает пост «посла» Красного Креста (церемониальная роль, обычно отводимая звёздам).
Впервые о своём намерении стать губернатором Калифорнии заявил ещё в 1992 году в передаче «Вечернее шоу с Джеем Лено». Эти намерения начали воплощаться в 2002 году, однако от выставления своей кандидатуры он тогда отказался. В то же время появляется компрометирующая статья на него в журнале Premier; как отмечало агентство Рейтерс, данные об этой статье рассылались, по странному совпадению, из офиса действующего губернатора Грэя Дэвиса.
Выдвижение кандидатуры Шварценеггера в 2003 году вызвало семейный скандал, как позднее заявил Шварценеггер, его жена Мария Шрайвер, когда он сообщил ей о своём участии в выборах, заплакала. Окончательное решение о выставлении своей кандидатуры было принято только после того, как она изменила своё мнение.
По заявлению Арнольда Шварценеггера, решение баллотироваться в губернаторы «было самым трудным решением в моей жизни, за исключением случая, когда я в 1978 году решился сделать эпиляцию на линии бикини». (англ. It's the most difficult [decision] I've made in my entire life, except the one I made in 1978 when I decided to get a bikini wax)

## Выдвижение в губернаторы коллег Шварценеггера по киноиндустрии
Партнёр Арнольда Шварценеггера по фильмам «Бегущий человек» и «Хищник», и личный друг, профессиональный реслер Джесси Вентура, был избран в 1998 году на пост губернатора штата Миннесота. Исполнял обязанности губернатора с 4 января 1999 года по 6 января 2003 года, на второй срок не выдвигался. Кроме того, в 1991—1995 годах Джесс Вентура исполнял обязанности мэра города Бруклин Парк, штат Миннесота. В «Хищнике» актёр исполнял роль спецназовца с пулемётом.
В своей избирательной кампании Вентура сделал упор на своё происхождение, как «простого парня из народа», также ссылаясь на своё прошлое реслера. В частности, использовались лозунги «Мой губернатор может побить твоего губернатора». Губернатор Миннесоты баллотировался от второстепенной Партии Реформ (позднее присоединился к Независимой Партии). Учитывая доминирование в политической жизни США республиканцев и демократов, избрание Вентуры стало крупным успехом так называемых «третьих партий» (en:Third party (United States)). Тем не менее, слабая партийная база Вентуры привела к тому, что его вето часто преодолевались законодательным собранием.
Другой актёр, игравший в «Хищнике», Сонни Ландхэм, в 2003 году баллотировался на пост губернатора штата Кентукки, но проиграл выборы.

## Политическая обстановка в штате на момент выдвижения Шварценеггера в губернаторы

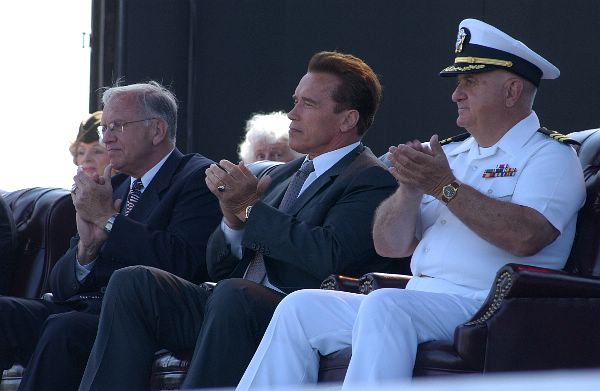
Губернатор Шварценеггер с Диком Мерфи и Роном Риттером

Экономика Калифорнии в 2003 году находилась на грани рецессии, также на ней отразился крах доткомов в 2000 году. Особенный эффект для общественного мнения имел Калифорнийский энергетический кризис начала 2000-х годов, когда в результате махинаций производителей электричества многие избиратели обнаружили, что их ежемесячные счета за потребление электроэнергии увеличились в три раза.
Общественное мнение возложило ответственность за этот кризис на действующего губернатора Грэя Дэвиса; другим поводом для критики стало резкое увеличение бюджетного дефицита, который планировался в 2003 году в размере до 15 млрд долларов, что превышало бюджетные дефициты остальных 49 штатов вместе взятых.
Демократ Грэй Дэвис попытался избежать надвигающегося кризиса с помощью повышения налогов, в частности, поднять на 200 % госпошлину на получение водительских прав. Это решение было крайне непопулярным, и привело только к большему падению его рейтинга.
Второй губернаторский срок Грэя Дэвиса продолжался только десять месяцев, его последними шагами стали легализация выдачи водительских прав нелегальным иммигрантам, и частичное уравнивание прав «домашних партнёров» с людьми, состоящими в браке. В июле 2003 года Грэй Дэвис столкнулся с тем, что избиратели инициировали против него процедуру отзыва. Первоначально процедура спонсировалась конгрессменом Даррелом Исса, республиканцем, который планировал сам заменить Дэвиса.
Со своей стороны, Грэй Дэвис назвал отзыв оскорблением восьми миллионов избирателей, проголосовавших за него на губернаторских выборах, и пустой тратой 66 миллионов долларов. Тем не менее, кампания закончилась плебисцитом 7 октября 2003 года, на котором 55,4 % избирателей высказались за отзыв. Отзыв губернатора Калифорния Грэя Дэвиса стал вторым в истории США и первым в истории штата Калифорния. Одновременно с референдумом об отзыве Дэвиса проводилось и голосование по кандидатуре губернатора; в случае, если вопрос об отзыве получает большинство голосов «за», кандидат, занявший первое место, считается избранным губернатором. Таким образом, голосовать за того или иного нового кандидата могли и те избиратели, которые высказались за сохранение Дэвиса в должности. При такой схеме был возможен исход голосования, когда действующий губернатор был бы отозван, но при этом новый губернатор получил бы меньше голосов, чем вариант сохранения в должности старого. Однако в итоге этого не произошло, и за Шварценеггера было подано на 200 тысяч голосов больше, чем против отзыва Дэвиса.

## Первое избрание
Общее количество кандидатов на пост губернатора Калифорнии на выборах 2003 года доходило до 135, в их числе присутствовал, в частности, известный порномагнат Ларри Флинт (оказавшийся на 7 м месте). 10е место заняла порнодива Мэри Кэри, ранее прославившаяся своим заявлением, что она хотела бы заняться сексом с двумя дочерьми президента Буша.
Фаворитами предвыборной гонки, однако, являлись не они, а Арнольд Шварценеггер, вице-губернатор Круз Бустаманте и сенатор Калифорнии Том МакКлинток.
Кандидатура Шварценеггера была выставлена 6 августа 2003 года. Он отказался участвовать в ряде дебатов, появившись только в одних, состоявшихся 24 сентября. 7 октября 2003 года были опубликованы результаты подсчёта голосов: 55,4 % за отзыв (англ. recall) действующего губернатора Грэя Дэвиса, 48,6 % голосов за Шварценеггера. Ближайший конкурент, кандидат от Демократической партии, действующий заместитель губернатора штата Круз Бустаманте, набрал около 30 % голосов. На вопрос о том, как новый губернатор собирается строить сотрудничество с демократами, составлявшими большинство в Сенате Штата Калифорния, он ответил, что не видит смысла «разговаривать с неудачниками», и называет демократов «девчонками» (англ. girlie men), что вызвало шквал обвинений в гомофобии.
В ответ политические оппоненты бывшей кинозвезды заказали серию кукол, изображающих его в женском платье. Шварценеггер попытался помешать выпуску этих кукол, заявив, что оно является использованием его образа без его разрешения.
Лучшая десятка кандидатов на выборах губернатора Калифорнии 2003 года:
| Номер | Кандидат                                              | Род деятельности               | Партия        | Всего голосов | % голосов |
| ----- | ----------------------------------------------------- | ------------------------------ | ------------- | ------------- | --------- |
| 1     | Арнольд Шварценеггер                                  | Актёр/Бизнесмен                | Республиканец | 4,206,284     | 48.58     |
| 2     | Круз Бустаманте                                       | Вице-губернатор Калифорнии     | Демократ      | 2,724,874     | 31.47     |
| 3     | Том МакКлинток                                        | Сенатор штата                  | Республиканец | 1,161,287     | 13.41     |
| 4     | Питер Мигель Камехо                                   | Советник по инвестициям        | Зелёный       | 242,247       | 2.80      |
| 5     | Арианна Хафингтон (выбыла из гонки 30 сентября, 2003) | Автор/Колумнист                | Независимая   | 47,505        | 0.55      |
| 6     | Питер В. Веберот (выбыл из гонки 9 сентября, 2003)    | Бизнесмен/Олимпийский советник | Республиканец | 25,134        | 0.29      |
| 7     | Ларри Флинт                                           | Порномагнат                    | Демократ      | 17,458        | 0.20      |
| 8     | Гарри Колман                                          | Актёр                          | Независимый   | 14,242        | 0.16      |
| 9     | Джордж Б. Шварцман                                    | Бизнесмен                      | Независимый   | 12,382        | 0.14      |
| 10    | Мэри «Кэри» Кук                                       | Порноактриса                   | Независимая   | 11,179        | 0.13      |

После своего избрания на пост губернатора он какое-то время наслаждается успехом. Арнольд отменяет своим указом № 1 непопулярное решение о повышении госпошлины за водительские права на 200 % (планируемое с целью наполнить бюджет штата), и также блокирует проект о выдаче водительских прав нелегальным иммигрантам. Придя к власти, Шварценеггер объявил о своём намерении «служить людям», и «починить сломавшуюся машину Сакраменто» (административный центр Калифорнии).

## Политические взгляды

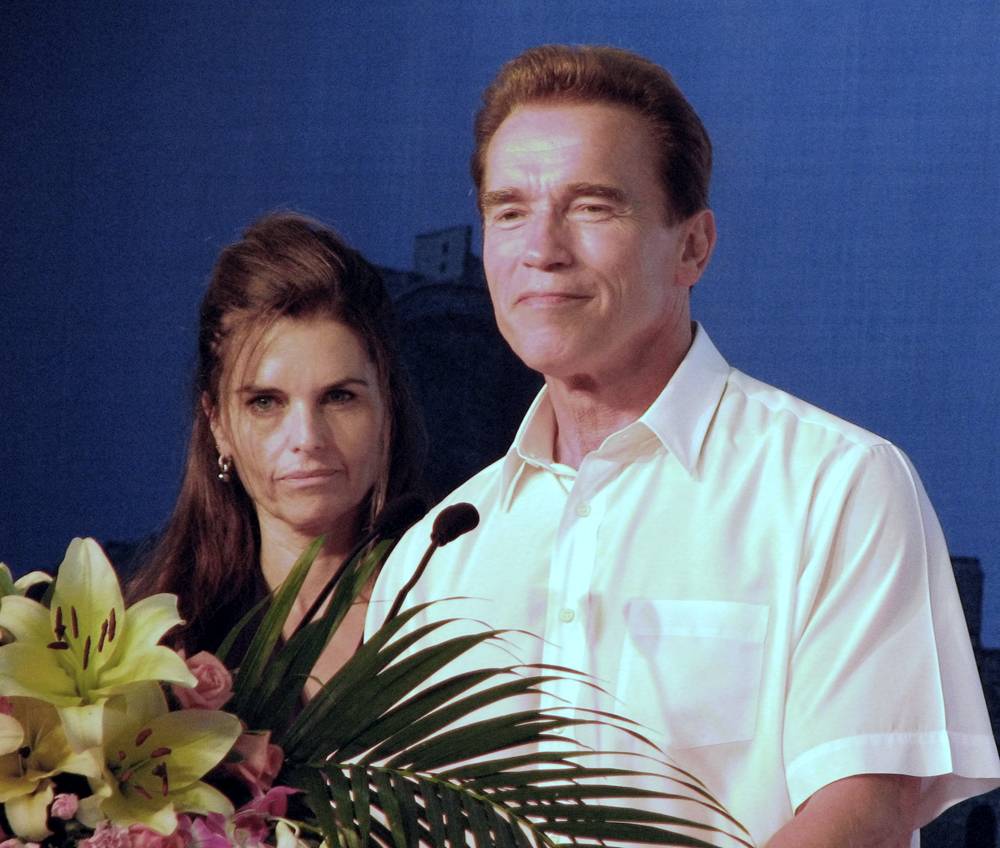
Арнольд Шварценеггер со своей женой Марией Шрайвер на специальных олимпийских играх 2007 года в Шанхае, КНР

Политические взгляды Арнольда контрастируют со взглядами большинства деятелей шоу-бизнеса, обычно поддерживающих Демократическую партию. На национальном съезде республиканцев в 2004 году он так объясняет свой выбор:
Я окончательно приехал сюда в 1968. Что за особые дни это были. Я помню, как приехал с пустыми карманами, но полный мечтаний, полный определений, полный желаний. 
В самом разгаре была президентская кампания. Я смотрел по ТВ предвыборную гонку Никсон-Хамфри. Мой друг, который говорил по-немецки, и по-английски, переводил. Я услышал, что Хамфри говорит вещи, которые звучат как социализм, который я только что оставил.

Но затем я услышал Никсона. Он говорил о свободном предпринимательстве, о том, что правительство не должно стоять у вас за спиной, о снижении налогов, об усилении армии. Это было как глоток свежего воздуха. Я спросил своего друга, "Какой он партии?". Он ответил, "Он республиканец". Я сказал "Я республиканец". И с того времени я республиканец.
На том же съезде Шварценеггер язвительно назвал съезд демократов «правдивой ложью». Громкое выступление «железного Арни» на съезде Республиканской партии и высказанная на этом съезде поддержка президента Джорджа Буша привела к скандалу в личной жизни: его жена Мария Шрайвер, представительница семьи Кеннеди, поддерживающего Демократическую партию, отказывала ему в сексе 14 дней. Губернатор Калифорнии заметил по этому поводу, что «у каждого поступка есть свои побочные эффекты». Позднее, в интервью журналу GQ в 2007 году, он назвал это заявление шуткой.

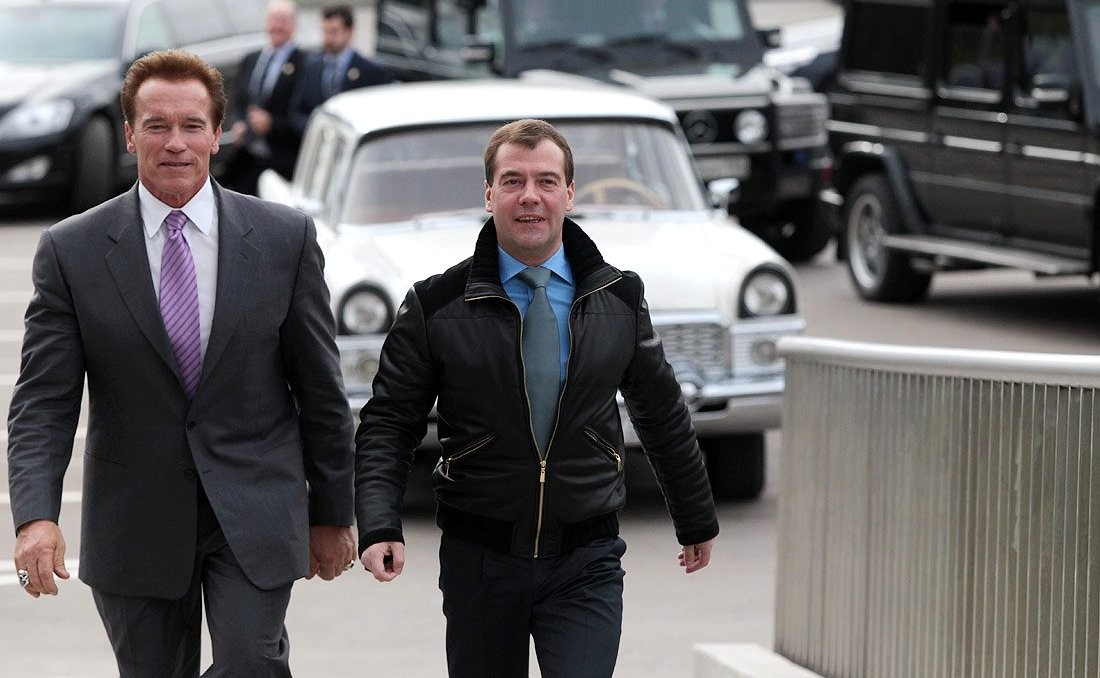
Губернатор Калифорнии Арнольд Шварценеггер и Президент РФ Дмитрий Медведев

Губернатор придерживается позиции Республиканской партии по ряду таких вопросов, как ограничение нелегальной иммиграции или запрет регистрации браков представителей сексуальных меньшинств. Вместе с тем по другим вопросам, таким, как запрет абортов или ограничение права на свободную продажу оружия, он либеральнее большинства соратников по партии. В американском политическом спектре взгляды Арнольда Шварценеггера обычно классифицируются как «умеренный республиканец», или «центрист».
Арнольд Шварценеггер заявил, что поддерживает легализацию марихуаны — но только в медицинских целях.
В своих воспоминаниях губернатор Калифорнии рассказывает о впечатлениях, которое на него произвели советские танки в Австрии: он воспринимал Австрию, как оккупированную социалистическую страну, жители которой в это время боялись, что их «угонят в рабство в Советский Союз» (под «социализмом» понималось правление австрийских социал-демократов). Эти утверждения встретили массированную критику: оппоненты Шварценеггера, указывали, советские танки покинули Штирию (нем. Stiermark) в 1945 году, после чего она перешла в британскую зону оккупации, тогда как Шварценеггер родился в 1947. (см. также en:Allied-administered Austria). Арнольд ответил на эти возражения заявлением, что советские танки он видел на улицах Вены.
См.
Я хотел бы отправиться к вам уже на следующей неделе, если бы мне позволили дела. Россия очень привлекает меня. Я считаю Путина сильным лидером, а русский народ очень талантливым. Во время Второй мировой войны мой отец воевал против России. Воевали между собой и предыдущие поколения. Для меня же идолом всегда был русский человек, прославленный штангист-тяжеловес Юрий Власов. Я помню мои встречи с ним, с другими тяжелоатлетами - Жаботинским, Алексеевым. Они были для меня настоящими героями.
На президентских выборах 2008 года поддерживал кандидатуру Джона Маккейна, назвав его «выдающимся сенататором» и «очень хорошим другом», «его взгляды близки к моим, в том числе в области окружающей среды». 31 октября 2008 года на митинге в поддержку Маккейна допустил двусмыссленную шутку в адрес кандидата в президенты Барака Обамы, посоветовав ему «раскачать свои тощие ноги».
В октябре 2010 года посетил Москву, где лично проехал на метро, и также посетил Сколково.
15 декабря 2010 года получил премию «Зелёный губернатор 2010 года» за защиту окружающей среды.

## Помилования приговорённых к смертной казни
В феврале 2004 года отказался помиловать Кевина Купера, осуждённого к смертной казни, что вызывало критику. Впоследствии, 12 декабря 2005 года отказался помиловать Стэнли Туки Вильямса, основателя афроамериканской банды Crips, осуждённого за убийства 4 человек; 13 декабря Вильямса казнят. Дело получило широкий резонанс; просидев несколько лет в ожидании приговора, Вильямс раскаялся в своём прошлом, начал писать книги для детей, и даже выдвигался на Нобелевскую премию мира. Сам Вильямс заявлял, что его целью как одного из основателей Crips было организовать эффективное объединение, с целью вытеснить мелких бандитов и мародёров, и противостоять «полицейскому произволу», а среди присяжных не было ни одного афроамериканца, что позволило ему обвинить суд в «предвзятости».
Петицию губернатору Калифорнии о помиловании подписали 70 тыс. чел., свои обращения прислали также ряд организаций, в том числе Amnesty International.
В январе 2006 года Шварценеггер отказался помиловать самого старого заключённого в США Кларенса Рэя Аллена, осуждённого за убийство трёх человек; на момент исполнения приговора ему исполнилось 76 лет, он ослеп и передвигался в инвалидной коляске. Губернатор заявил, что Аллен совершил «преступления самого опасного характера, поскольку они были нацелены на саму систему правосудия» (отбывая в 1980 году срок за убийство, Аллен организовал убийство трёх свидетелей).
Вместе с тем общее количество помилований, подписанных губернатором Шварценеггером (48), больше, чем у его предшественника Грэя Дэвиса, который помиловал всего 5 человек.
В 2006 году губернатор помиловал осуждённого за убийство Джеймса Тремела, в тюрьме ставшего священником.
Последним шагом Шварценеггера в качестве губернатора, сделанным непосредственно перед передачей должности своему преемнику, стало помилование проститутки Сары Крузан, в 1994 году убившей своего сутенёра. Своей властью Шварценеггер заменил ей пожизненное заключение без права досрочного освобождения на 25-летнее (от которого на 2011 год остаётся 9 лет) с правом досрочного освобождения.

## Политика в области сокращения государственных расходов
Шварценеггеру достаётся штат в состоянии финансового кризиса; дефицит бюджета составлял 12 млрд долл, планируемый дефицит на следующий год 15 млрд, долги штата до 30 млрд 18 ноября 2003 года новый губернатор представляет «План оздоровления Калифорнии». Предлагается установить конституционный лимит государственных расходов штата, и разместить среди населения заём на 15 млрд долл для покрытия дефицита бюджета. Также Шварценеггер предложил урезать расходы на 3.8 млрд долл. В рамках этой борьбы Арнольд отказывается от собственной зарплаты губернатора в 175 тыс. долл. в год.
В случае, если доходы штата окажутся больше лимита расходов, предполагалось помещать разницу в «фонд чёрного дня» (англ. fund of «rainy day»).
Новый губернатор обратил внимание законодателей штата на то, что за пять лет расходы штата выросли на 43 %, в то время как доходы увеличились только на 24 %, и заявил по этому поводу, что «это не кризис бюджета, это кризис трат» (англ. crisis of spending). Уже в октябре 2003 в штате произошли забастовки в нескольких крупных торговых сетях.
Предполагаемое сокращение социальных расходов в рамках бюджетной экономии привело к тому, что в июне 2006 года «терминатора» освистали студенты университета Санта-Моники.
Принятие проекта о займе в 15 млрд долл для покрытия существующего дефицита было проведено через законодательное собрание с большим трудом, но альтернативой, по заявлению Шварценеггера, стал бы «финансовый Армагеддон».
В декабре 2003 года губернатор объявил в штате «чрезвычайное финансовое положение», что позволило временно сократить ряд расходов без согласования с законодательным собранием.
В марте 2004 года, фонд исследований либертарианской политики Институт Като присвоил Шварценеггеру в отчёте о фискальной политике за 2004 год первое место среди американских губернаторов. В июле 2004 года, однако, губернатор и законодательное собрание штата оказались в состоянии политического кризиса, вызванного разногласиями по поводу утверждения бюджета.
В 2005 году выступил с неоднозначным проектом пополнения бюджета штата — всем желающим предлагалось пообедать со Шварценеггером за 100 тыс. долларов.
В 2006 году в качестве итогов политики в области урезания расходов называлось сокращение бюджетного дефицита до 3.5 млрд долл, и создание 600 тыс. новых рабочих мест.
В декабре 2007 года — январе 2008 года появились сообщения, что в связи с ипотечным кризисом и началом предполагаемой рецессии в США губернатор Шварценеггер урезал расходы на все госпрограммы на 10 %, и выступил с проектом амнистии 22 тыс. заключённым, осуждённым за нетяжкие преступления, с целью экономии расходов на содержание тюрем.
Политика губернатора Шварценеггера встретила критику со стороны Демократической партии, представители которой выступали за более умеренное урезание расходов и повышение налогов на богатых. Предметом критики для оппозиции стало стремление Шварценеггера избегать повышения налогов, как непопулярного шага. Основной конкурент Шварценеггера на выборах 2006 года, казначей штата Фил Ангелидес назвал такую политику «безответственной», и «стремлением переложить бремя финансового кризиса на плечи будущих поколений налогоплательщиков Калифорнии». По утверждениям оппозиции, за время правления Шварценеггера, несмотря на объявленную политику экономии, расходы на содержание госаппарата, по их мнению, выросли на 8 %. Другим поводом для критики стало избегание Шварценеггером конкретных данных; по заявлению губернатора, «народу не интересно видеть колонки цифр».
В 2008 году инициативы губернатора Шварценеггера в области сокращения государственных расходов вызвали острый конфликт с законодательным собранием штата. В частности, предполагалась отмена ряда налоговых льгот, сокращение расходов на все государственные программы, и амнистия заключённым, которым осталось отбывать менее 20 месяцев заключения. Отказ законодательного собрания одобрять проект такого бюджета привёл к угрозе Шварценеггера накладывать вето вообще на любые законопроекты. Результатом конфликта стало принятие бюджета штата только 23 сентября, то есть на 3 месяца позднее срока.
Также в июле 2008 года губернатор Шварценеггер сократил 22 тысячи госслужащих штата, и, вплоть до утверждения бюджета, урезал зарплаты госслужащих до минимального размера 6 долларов 55 центов в час.
Несмотря на все усилия губернатора, штат встретил 2009 год с долгом в 42 млрд долл. В течение всего губернаторства Шварценеггера штат неоднократно сталкивался с бюджетными кризисами, когда губернатор и Законодательное собрание штата по нескольку месяцев не могли согласовать друг с другом бюджет. В 2009 году Шварценеггер был вынужден выступить с инициативой повышения налога с продаж в штате с 7,76 % до 8,76 %, также он пытался ввести для госслужащих штата неоплачиваемые отпуска по две пятницы каждого месяца.
В мае 2009 года губернатор Шварценеггер предложил для пополнения бюджета штата продать здание старейшей тюрьмы штата Сан-Квентин.
На референдуме штата 19 мая 2009 года было выдвинуто предложение 1А по повышению налогов на сумму 16 млрд долларов, однако избиратели проголосовали против с соотношением два к одному.
В октябре 2009 года произошёл очередной громкий конфликт губернатора с законодательным собранием штата. После конфликта с членом Ассамблеи штата, открытым геем Томом Аммиано, губернатор наложил вето на предложенный ему законопроект о финансировании структуры штата AB1176. Первые буквы в каждой строчке официального письма складывались во фразу «Fuck you».
В сентябре 2009 года власти штата Калифорния решили закрыть в целях экономии денежных средств исторический парк Форт-Росс, основанный российскими поселенцами в 1812 году. После этого губернатор Шварценеггер получил официальное письмо от губернатора Вологодской области Вячеслава Позгалёва, призывающее Форт-Росс не закрывать. По результатам переговоров, в январе 2010 года решение о закрытии парка было отменено, так как он «привлекает туристов». С просьбой о сохранении парка к губернатору Калифорнии обратились также министр иностранных дел Сергей Лавров, и посол РФ в США Сергей Кисляк. В июле 2010 года российский миллиардер Вексельберг заключил с губернатором Шварценеггером соглашение о спонсировании Форт-Росса.
Последней инициативой Шварценеггера по борьбе с бюджетным дефицитом Калифорнии стало предложение легализовать в штате марихуану, что позволило бы штату получать соответствующий налог с продаж. Губернатор сослался на результаты опроса общественного мнения, утверждающие, что 56 % выступают за легализацию. Соответствующий референдум был проведён 2 ноября 2010 года одновременно с выборами в местные и федеральные органы власти. По результатам голосования, 57 % избирателей высказались против.
Последний из бюджетных кризисов в период губернаторства Шварценеггера состоялся в 2010 году; штат не мог принять бюджет в течение более ста дней: бюджет был принят вместо июня только в октябре. В период бюджетного кризиса Шварценеггер ввёл дополнительные неоплачиваемые отпуска для госслужащих штата, попытка губернатора ограничить зарплаты прожиточным минимумом была отменена через суд.

## Политика в областиглобального потепления
После прихода к власти Шварценеггер представил программу «Видение-2010», предполагающую строительство «Водородного шоссе» — сети заправочных станций для автомобилей с двигателями на водороде. В период губернаторской предвыборной кампании 2003 года он переводит один из своих «Хаммеров» на водород.

Глобальное потепление — это не землетрясение, это не одна из тех штук, когда вдруг все загрохотало и потемнело, и ты кричишь: «Вот черт! Вот долбануло-то!» Глобальное потепление — это та штука, которая ползет на нас медленно. Температура поднимается на полградуса, океан прибывает на полмиллиметра, тонкими ручьями подтаивают ледники. Все происходит очень медленно. А потом вдруг ты понимаешь, что уже слишком поздно, чтобы что-то с этим сделать.

24 октября 2004 года губернатор торжественно открывает первую в штате заправочную станцию на водороде. Она располагается в международном аэропорту Лос-Анджелеса (LAX).
На референдуме 2005 года безуспешно продвигает закон об ограничениях Калифорнией выброса газов, создающих парниковый эффект, в 2006 году добивается подписания штатом Киотского протокола.

## Политика в области трудового законодательства и рабочих мест
В 2003 году назначил в состав комиссии штата Калифорния по кинематографии пятерых деятелей шоу-бизнеса, в том числе актёра и режиссёра Клинта Иствуда, и собственного партнёра по фильмам «Близнецы» и «Джуниор» Дэнни Де Вито. Целью комиссии должно было стать возвращение в штат кинопроизводства, и увеличение рабочих мест.
Политика Шварценеггера в области сокращения государственных расходов встретила сопротивление профсоюзов медсестёр, учителей и пожарных.

ИЗВЕСТИЯ
И, похоже, ваши противники добились определенных успехов. Пресса создает весьма неприглядный образ — голливудская знаменитость, бывший «Мистер Олимпия», воюет с нянечками, медсестрами и учителями.
ШВАРЦЕНЕГГЕР
Я не воюю против медсестер и учителей. Я люблю медсестер. Они неоднократно спасали мне жизнь. Ведь они помогали оперировать мое сердце, лечить тяжелейшие травмы плеча и бедра. Я уважаю учителей. Они учат моих детей. Я воюю лишь против профсоюзных боссов. Я хочу, чтобы в Калифорнии правили простые люди, а не профсоюзные «шишки», которые хотят руководить штатом и распоряжаться его финансами. Вот о чём идет речь.

В июле 2006 года губернатор и законодатели штата пришли к соглашению о поэтапном повышении в течение двух лет минимального размера оплаты труда в Калифорнии с 6.75 до 8.50 долларов в час, что встретило сопротивление консерваторов.

## Законодательные инициативы
В сентябре 2004 года подписывает закон, устанавливающий уголовную ответственность за некрофилию (в виде лишения свободы на срок до 8 лет). Власти штата, комментируя это решение, отметили, что «ранее некрофилов можно было привлекать только за незаконное проникновение на территорию, но если они работали в моргах, то могли действовать безнаказанно».
В сентябре 2004 года подписал закон о запрете подросткам посещать солярии без уведомления родителей.
Также в 2004 году подписывает закон о запрете фуа-гра на территории штата из-за протестов борцов с жестоким обращением с животными.
В 2005 году наложил вето на билль о легализации браков между лицами одного пола.
В сентябре 2005 года подписывает закон о запрете продажи газированных напитков на территории школ штата; закон поэтапно вводится с 2007 года, с 2009 года полностью вступает в силу.
Вскоре после своего избрания новый губернатор сталкивается с мощными оппозиционными группами. 8 ноября 2005 года Шварценеггер инициирует в штате референдум по внесению 8 поправок в законодательство Калифорнии, в связи с невозможностью провести эти поправки через законодательное собрание штата; однако, ни одна из поправок не проходит. Комментируя своё поражение, он позднее заявляет, «Невозможно выиграть, когда оппозиция вложила в твоё поражение 160 миллионов долларов». См.

Против меня ополчилась бюрократическая армия чиновников. Мои противники стали платить людям за участие в уличных акциях протеста. Десятки миллионов долларов тратятся на порочащие меня телевизионные ролики.

Референдум включал:

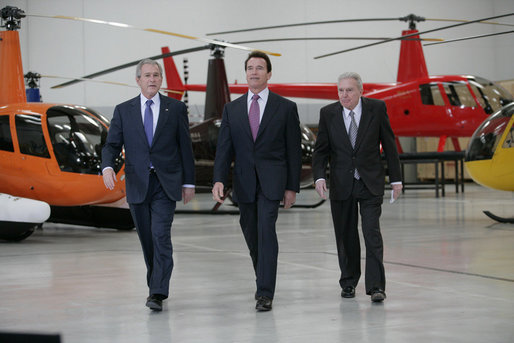
Арнольд Шварценеггер, Джордж У. Буш и Фрэнк Робинсон

- Предложение 73: ограничение абортов несовершеннолетних без уведомления родителей;
- Предложение 74: продление испытательного срока для учителей общественных школ с двух учебных лет до пяти;
- Предложение 75: ограничение использования профсоюзами платежей в политических целях;
- Предложение 76: ограничение расходов штата;
- Предложение 77: лишение законодательного собрания права изменять избирательные округа в штате;
- Предложения 78 и 79: программа распространения лекарств со скидками;
- Предложение 80: ограничения в энергопотреблении. Продавцам электрооборудования предписывается использовать каждый год обновляемые энергоресурсы не менее чем на 1 %, к 2010 году довести обновляемые энергоресурсы до 20 % (вместо предполагаемого ранее 2017 года).

Оппозиция обратила внимание общественности, что фактически провалившийся референдум обошёлся налогоплательщикам в 40 млн долл., и возложила ответственность на губернатора Шварценеггера.
В сентябре 2006 года подписан закон, предусматривающий административное наказание за кражу бесплатных газет.
В октябре 2007 года губернатор Шварценеггер подписал закон, запрещающий пенсионным фондам штата вкладывать средства в компании, сотрудничающие с Ираном.
В 2008 году подписал закон, запрещающий принимать и отправлять SMS за рулём.
В октябре 2009 года подписал «закон против паппараци».
В 2009 году выступил с инициативой строительства в штате Калифорния скоростной железной дороги из Лос-Анджелеса в Сан-Франциско, на которую получена дотация федеральных властей на сумму 2,25 млрд долл. В 2010 году обратился к Китаю за содействием в строительстве такой дороги.
Последним шагом Шварценеггера на посту губернатора стало подписание закона о снятии на территории штата Калифорния уголовной ответственности за хранение марихуаны весом до одной унции (29 граммов). Наказание было заменено на штраф 100 долларов.

## Кампания компромата против губернатора Шварценеггера
Ещё во время первой предвыборной кампании 2003 года Арнольду пришлось столкнуться с массированной кампанией компромата, включавшей в себя обвинения в многочисленных сексуальных домогательствах, употреблении марихуаны, анаболических стероидов и гомофобии. Впоследствии к списку дополнились также обвинения в расизме, и в симпатии к нацистской идеологии.

В октябре 2003 года на митинге кандидата в губернаторы закидали яйцами; в 2004 году ему пришлось пройти курс для тех, кто был замечен в сексуальных домогательствах к женщинам.
В число «компроматов» вошли также предполагаемые связи с печально известной компанией Enron.

## Борьба с засухой и пожарами
В течение губернаторства Шварценеггера штат Калифорния неоднократно сталкивался с проблемой засухи. В 2005 году произошли лесные пожары. В 2007 году засуха привела также к пожарам, в которых подозревали неизвестных поджигателей. Губернатор объявил награду в 250 тыс. долл. за помощь в установлении предполагаемых виновных в поджоге. В результате пожаров было эвакуировано до миллиона человек, погибло 14 человек. Президент США Джордж Буш направил в штат федеральную помощь.
В мае 2008 года губернатор официально объявил состояние засухи в Калифорнии, обратился к Законодательному собранию штата с проектом модернизации водохранилищ и водопроводной системы, параллельно также обратился к федеральным властям с запросом о помощи калифорнийским фермерам.
Осенью 2008 года засуха привела к пожарам, власти штата были вынуждены эвакуировать до 10 тыс. чел.
В феврале 2009 года губернатор ввёл в штате режим чрезвычайного положения, предусматривавший сокращение расхода воды на 20 %, и нормированное потребление воды в Лос-Анджелесе. По словам губернатора, «эта засуха имеет разрушительное влияние на наших людей, наши населенные пункты, нашу экономику и нашу окружающую среду, что делает сегодняшнее решение введение ЧП необходимым…Мы должны быть готовы к четвёртому, пятому или даже шестому году засухи».

## Разногласия с президентом Джорджем Бушем
Несмотря на полную поддержку Джорджа Буша, высказанную во время борьбы за пост губернатора Калифорнии, отношения двух политиков в 2005—2006 годах постепенно ухудшаются.
В 2005 году Шварценеггер отказывается провести встречу с Джорджем Бушем, сославшись на свою занятость.
В начале 2006 году отказывается выделить по запросу президента США 1500 бойцов Национальной гвардии, заявив, что это «стало бы неправильным шагом и помешало бы их тренировкам». Гвардейцев предполагалось использовать для усиления охраны американо-мексиканской границы в штатах Аризона и Нью-Мексико.
В 2006 году между губернатором Калифорнии и президентом США возникают разногласия, связанные с Киотским протоколом. Несмотря на отказ республиканца Джорджа Буша присоединиться к соглашению, Шварценеггер выступает против такого решения федеральных властей. Калифорния становится первым штатом США, подписавшим Киотский протокол. 31 августа 2006 года Сенат штата Калифорния достигает соглашения с губернатором об уменьшении выбросов, создающих парниковый эффект (Калифорния занимает по ним 12е место в мире) на 25 % к 2020 году (Закон штата Калифорния «О борьбе с глобальным потеплением», англ. Global Warming Solutions Act). Позднее к инициативе присоединяются 9 штатов и 740 городов.
В июле 2006 года, на следующий день, после того, как президент Буш наложил вето на законопроект об увеличении финансирования научных исследований в области стволовых клеток, губернатор Шварценеггер выделил 150 млн долларов именно на такие исследования.
Также губернатор высказывает негативное отношение к войне в Ираке, заявив в январе 2007 года, что к концу 2007 года из Ирака должны быть выведены американские войска, хотя, когда война начиналась, он поддерживал её. В частности, в июле 2003 года посетил базу американских солдат в Ираке.
Шварценеггер признал геноцид армян, и объявил день 24 апреля днём памяти, несмотря на усилия президента Буша не признавать этого из опасения осложнений отношений с Турцией. Представители Турции в ответ инициировали сбор подписей с требованием бойкота фильмов Шварценеггера, и обвинили его в том, что он «действует по указке армянского лобби».

## Выборы 2006 года

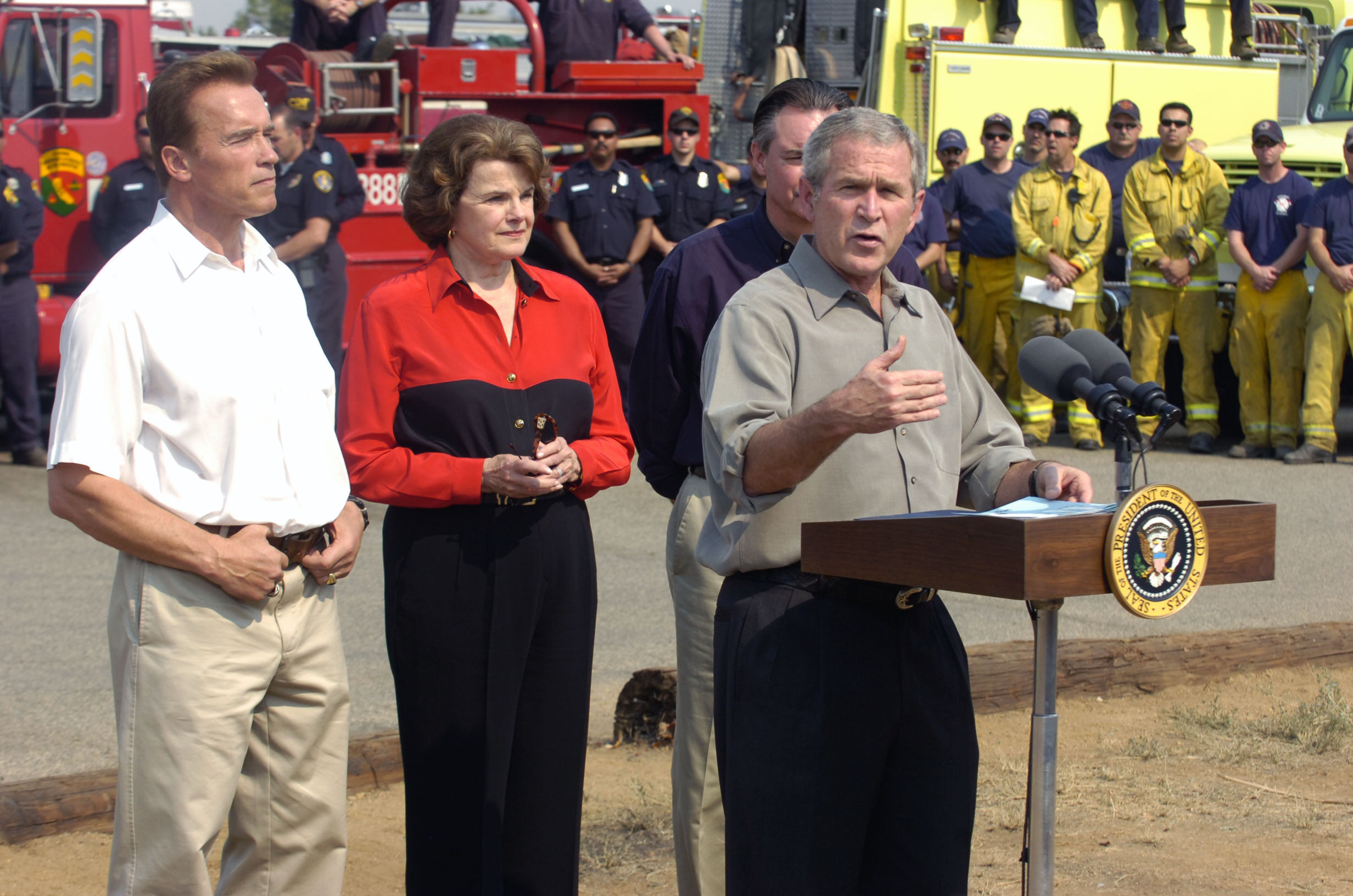
Губернатор Шварценеггер с Джорджем Бушем

В сентябре 2006 года Арнольд называет латиноамериканку, депутата Бонни Гарсиа «очень горячей», и говорит, что «у кубинцев и пуэрториканцев горячая кровь», что служит поводом для обвинений в расизме.
В других своих заявлениях губернатор Калифорнии призывает мексиканских иммигрантов учить английский язык, и соблюдать законы Соединённых Штатов. Он также выступает в поддержку инициативы республиканской администрации по усилению мер безопасности на американо-мексиканской границе (т. н. «строительство стены между Америкой и Мексикой»), чем отталкивает от себя иммигрантов.
Парламент мексиканского штата Южная Нижняя Калифорния в январе 2006 единогласно объявляет Арнольда Шварценеггера персоной нон грата. Представители Мексики обвиняют Шварценеггера в расизме, и напоминают, что он сам «эмигрировал в Америку в поисках лучшей жизни».
Вместе с тем «терминатор» заявляет о том, что его неправильно поняли: он не выступает за закрытие границы с Мексикой, но является сторонником усиления мер безопасности на этой границе; кинозвезда напоминает, что снимался в четырёх фильмах в Мексике. Позднее он заявляет, что строительство стены на границе «является возвращением в каменный век»; он высказывает уверенность, что невозможно выдворить из страны всех нелегальных иммигрантов, которых насчитывается 11 млн человек.
К апрелю 2006 года рейтинг Шварценеггера падает до 39 %, а его соратники по партии начинают рассматривать возможность выдвижения вместо него кандидатуры актёра и режиссёра Мела Гибсона.
Шварценеггер отказывается от услуг советников-республиканцев, назначая главой своего штаба лесбиянку Сюзан Кеннеди, входящую в Демократическую партию, и на губернаторских выборах 2003 года являвшуюся доверенным лицом Грэя Дэвиса. Он перемещается в политический центр, и 7 ноября 2006 года выигрывает новые выборы губернатора. Несмотря на то, что это был плохой год для Республиканской партии, Арнольд набирает 56 % голосов; ближайший конкурент, казначей штата демократ Фил Ангелидес, набирает 38,9 %.
Обе стороны тратят на кампанию до 300 млн долларов. Арнольд вкладывает 7 млн долларов собственных средств.
Кампания сопровождалась обвинениями в адрес Фила Ангелидеса во взломе губернаторской компьютерной сети с целью получения конфиденциальной информации; эти сведения просочились в L.A. Times. Сам Ангелидес отмёл обвинения, как «политически мотивированные».
Итоги выборов губернатора Калифорнии 2006 года:
| Номер | Кандидат             | Партия                          | Всего голосов | % голосов |
| ----- | -------------------- | ------------------------------- | ------------- | --------- |
| 1     | Арнольд Шварценеггер | Республиканец                   | 4,850,157     | 55.9      |
| 2     | Фил Ангелидес        | Демократ                        | 3,376,732     | 39.0      |
| 3     | Питер Мигель Камехо  | Зелёные                         | 205,995       | 2.3       |
| 4     | Арт Оливер           | Либертарианская партия          | 114,329       | 1.3       |
| 5     | Джанис Джордан       | Партия «Мир и свобода»          | 69,934        | 0.8       |
| 6     | Эдвард С. Нунан      | Американская Независимая Партия | 61,901        | 0.7       |

Выборам предшествовали партийные праймериз в июне 2006 года, на которых Шварценеггер собрал 90 % голосов от Республиканской партии, голоса демократов разделились примерно поровну (48.0 и 43,2 %%) между Филом Ангелидесом и Стивом Весли.
На выборах также проводился референдум о поддержке проекте Шварценеггера по выделению 37 млн долларов на восстановление дорог, школ и жилых зданий, о необходимости уведомлять родителей об аборте несовершеннолетней дочери, об увеличении налога на сигареты.
- Предложение 1А касалось распределения налогов от продажи бензина — принято;
- Предложение 1B — размещение займа на 20 млрд долл для финансирования проектов в области транспорта, принято;
- Предложение 1C — размещение займа на 2,85 млрд долл для финансирования проектов в области жилищного строительства, принято;
- Предложение 1D — размещение займа на 10 млрд долл для финансирования строительства школ, принято;
- Предложение 1E — размещение займа на 4,1 млрд долл для финансирования проектов в области предупреждения наводнений, принято;
- Предложение 83 — относительно длинный законопроект, предлагающий ряд мер по борьбе с сексуальными преступлениями. В частности, лицам, признанным виновными в сексуальном насилии, запрещается жить вблизи крупных городов Калифорнии. Проект прошёл референдум, однако был блокирован федеральным судьёй Сьюзан Иллстон;
- Предложение 84 — размещение займа на 5,4 млрд долл для финансирования проектов в области природной среды, принято;
- Предложение 85 — требует от врачей уведомлять в течение 48 часов родителей об аборте несовершеннолетней, не принято;
- Предложение 86 — повышение налога на сигареты с целью финансирования медицинских программ, не принято;
- Предложение 87 — повышение налога на нефть, добытую в Калифорнии, с 1,5 % до 6 % с целью сокращения потребления бензина и финансирования проектов в области альтернативных источников энергии; не принято;
- Предложение 88 — налог на землю с целью финансирования школ; не принято;
- Предложение 89 — повышение на 0,2 % некоторых налогов; не принято;
- Предложение 90 — ограничение полномочий правительства по использованию частной земли в общественных целях; в частности, предполагалось повышение компенсации. Не принято;

Губернатор Калифорнии был вновь приведён к присяге на костылях (так как незадолго до этого сломал ногу, катаясь на лыжах). В своей инаугурационной речи Шварценеггер провозгласил «начало эры центристской политики»:
Когда-то величайшие открытия в публичной политике сделали либералы, например, во время «Нового курса» (президента Франклина Рузвельта). Затем самые передовые идеи предложили республиканцы, такие как Рональд Рейган... Настало время совместить лучшее от этих двух идеологий и создать новый созидательный центр. Это будет динамический центр, который не станет заложником ни левых, ни правых, ни прошлого.
Улучшение отношений с законодательным собранием позволяет принять в 2006 году бюджет в пределах срока, отведённого конституцией штата (событие, редкое в Калифорнии).
Полномочия губернатора Шварценеггера истекли 3 января 2011 года.

## Запрет на дискриминацию ЛГБТ
14 октября 2006 года Арнольд Шварценеггер утвердил пакет из законов, предложенный представителями Демократической партии в сенате Калифорнии, который был направлен против дискриминации ЛГБТ (лесбиянок, геев, бисексуалов и трансгендеров). Он подписал закон SB 777, вызвавший протесты среди консервативно настроенного населения и религиозных деятелей.

## Однополые браки
Как республиканец Арнольд Шварценеггер в начале своей политической карьеры категорически выступал против однополых браков, хотя был не против однополых партнёрств. Однако в ходе громкой общественной дискуссии и череды судебных процессов в Калифорнии он изменил свою позицию и призвал возобновить регистрацию однополых браков. Он также отказался быть ответчиком в федеральном судебном процессе «Перри против Шварценеггера», который ставит под сомнение конституционность запрета однополых браков. Шварценеггер сослался на то, что клялся защищать Конституцию США, а запрет однополых браков по его мнению ей противоречит. Результатом процесса может стать легализация однополых браков по всей территории США.

## Скандалы
В январе 2006 года губернатор Шварценеггер, управляя личным мотоциклом «Харлей Дэвидсон», попал в автомобильную аварию. В результате в прессу просочились сведения, что у него вообще отсутствуют водительские права категории, дающей право на управление мотоциклом. Как пояснил сам Шварценеггер, соответствующие права были у него в Австрии, и после эмиграции в США ему «не пришло в голову» получать новые права. В июле 2006 года губернатор соответствующие права всё-таки получил.
В июле 2009 года Шварценеггер разместил на своём микроблоге Twitter видеозапись, посвящённую обсуждению способов пополнения бюджета штата. В начале видеозаписи губернатор демонстративно держал в руках огромный охотничий нож. Пресса заявила Шварценеггеру протест, тогда он заявил, что не видит в необходимости урезания расходов ничего смешного, и посоветовал отнестись к ситуации с юмором.
В октябре 2009 года объектом скандала стала жена губернатора Мария Шрайвер, попавшаяся на разговоре по сотовому телефону за рулём, тогда как её собственный муж подписал в 2008 году запрет на такие действия. Конфликт закончился тем, что Шварценеггер нанял для своей жены персонального водителя, а она сама пообещала «пожертвовать телефон на благотворительные нужды».
В ноябре 2009 года в прессу просочились сведения о том, что губернатор нарушил правила дорожного движения, запарковав личный автомобиль «Порше» в зоне действия знака «Стоянка запрещена». Такое нарушение в штате Калифорния наказывается штрафом 90 долларов.
В мае 2010 года губернатор Шварценеггер отреагировал на скандалы из-за ограничения нелегальной иммиграции в штате Аризона, заметив, что «теперь боится ехать в Аризону, так как там из-за его акцента могут и депортировать».
В ноябре 2010 года полицейские разогнали шумную вечеринку, устроенную несовершеннолетним (17 лет) сыном губернатора, Патриком Шварценеггером.
Брак Арнольда Шварценеггера и Марии Шрайвер, продлившийся 25 лет, скандально завершился разводом в 2012 году. Разлад в семье начался раньше, когда экс-губернатор Калифорнии признался жене, что изменял ей с домработницей, и та родила от него сына.

## Арнольд Шварценеггер и Дмитрий Медведев
В июне 2010 года президент РФ Дмитрий Медведев посетил с официальным визитом штат Калифорния, где был лично принят губернатором штата Шварценеггером. Двумя основными вопросами, интересовавшими российскую делегацию, были предполагаемое применение в проекте Сколково, продвигаемом лично Медведевым, опыта калифорнийской Кремниевой долины. Также стороны обсудили судьбу исторического российского памятника Форт-Росс. В ходе своего «инновационного» визита президент Медведев посетил офисы ряда хайтек-компаний, в частности, Google, Twitter, Apple, Cisco, завёл свой собственный микроблог Twitter, и получил в качестве подарка лично от Стива Джобса модель IPhone, на тот момент ещё официально не продававшуюся.
C 10 октября 2010 года губернатор Шварценеггер во главе делегации представителей венчурных фондов и инновационных компаний Кремниевой долины посетил с ответным визитом Москву. Оба политика добавили друг друга в микроблоги Twitter. 10 октября Шварценеггер выступил перед студентами Высшей экономической школы на форуме «Климат и энергетика», и скептически отозвался об увиденных им московских пробках, заметив: «Проблема дорожного движения актуальна не только для Москвы, но и для Лос-Анджелеса, Пекина, Йоханнесбурга. Надеюсь, когда я в следующий раз приеду к вам, вы сможете победить пробки». Также Шварценеггер лично проехал на московском метро от станции «Охотный ряд» до «Новокузнецкой», заметив в своём микроблоге, что «москвичи, видимо, очень любят этот вид транспорта, раз в метро так много народу», и посетил представительство Американской торговой палаты в Москве.
11 октября Шварценеггер посетил Сколково, также посетил резиденцию президента в Горках, где осмотрел личный тренажёрный зал Медведева. В Сколкове Медведев лично отвёз Шварценеггера на раритетном автомобиле «Чайка», и в шутку предложил Шварценеггеру в связи с приближавшемся истечением его полномочий стать новым мэром Москвы вместо смещенного 28 сентября 2010 года Юрия Лужкова.
3 января 2011 года президент Медведев в своём микроблоге пожелал Шварценеггеру успехов в его новой жизни в связи с истечением его губернаторских полномочий. 4 января Шварценеггер в ответ также через микроблог пригласил Медведева вместе покататься на лыжах.

## Съёмки в фильмах в период губернаторства
В период своего губернаторства Шварценеггеру из-за своего плотного графика пришлось, в целом, отказаться от съёмок в фильмах. Однако в 2003 году Шварценеггер появился в камео длиной несколько секунд в фильме «Сокровища Амазонки», а в 2004 году также в камео в фильме Джеки Чана «Вокруг света за 80 дней», в котором он сыграл роль турецкого принца Хапи.
В 2008 году Шварценеггер дал согласие на использование своего цифрового образа в картине «Терминатор: Да придёт спаситель». В 2010 году Шварценеггер появился в камео в фильме «Неудержимые», юмористически обыграв своё соперничество с Сильвестром Сталлоне.
После отставки с поста губернатора штата Калифорния 3 января 2011 года, уже 17 января Шварценеггер официально объявил о своём возвращении в кинематограф, и заявил, что «экстремальные роли с драками и стрельбой уже не для меня. В будущем я планирую выбирать роли в соответствии со своим возрастом. Точно так же поступил в своё время Клинт Иствуд».

## Итоги губернаторства Шварценеггера
3 января 2011 года Шварценеггер официально подал в отставку в связи с истечением второго срока его полномочий. По собственному признанию, из-за своего губернаторства он потерял 200 млн долл. в качестве расходов и также недополученных доходов из-за невозможности участвовать в съёмках. Сразу после своей отставки уже бывший губернатор заявил, что хотел бы заняться проблемами экологии, а также изучает сценарии сразу трёх предложенных фильмов. Также в октябре 2012 года опубликована книга мемуаров Шварценеггера, которую он назвал «Вспомнить всё».
Несмотря на все усилия Шварценеггера по экономии средств, на 2010 год бюджетный дефицит штата составил 24 млрд долл. Штат Калифорния оказался одним из наиболее пострадавших от мирового кризиса, и губернатору не удалось с этим справиться. Сам губернатор сравнил экономическое положение Калифорнии с Грецией, Ирландией и Испанией.
Попытки Шварценеггера урезать расходы штата привели лишь к неоднократным бюджетным кризисам, и крайне жёсткому противодействию профсоюзов учителей, медсестёр и работников тюрем. Попытки же увеличить налоги оказались слишком непопулярными, и провести их не удалось. Стремясь хоть как-то наполнить бюджет, Шварценеггер предлагал продать ряд принадлежащих штату исторических зданий, легализовать марихуану, досрочно освободить 15 тысяч калифорнийских заключенных, и даже переместить калифорнийских заключённых в Мексику. Однако эти и другие новаторские предложения встретили у общественности только сопротивление.
Неудачными оказались также и попытки Шварценеггера лавировать между двумя основными партиями США. В действительности, его положение довольно двусмысленно; являясь убеждённым республиканцем, он в течение многих лет был женат на Марии Шрайвер, принадлежащий к демократическому клану Кеннеди. Политические взгляды Шварценеггера фактически являются не вполне республиканскими, а «центристскими», что в итоге вызвало некоторые трения и с демократами, и с республиканцами.
Губернатор Шварценеггер покинул свой пост с рейтингом 25 %, что составляет резкий контраст с рейтингом 66 % в начале губернаторства. По мнению комитета «Граждане за ответственность и этику», он стал одним из 11 худших губернаторов США. В то же время ещё в 2008 году недовольный сокращениями профсоюз работников тюрем штата попытался инициировать кампанию по отзыву Шварценеггера; против отзыва высказалось 69 % опрошенных, хотя лишь 38 % заявили, что им нравится деятельность Шварценеггера, как губернатора.
Одной из проблем Калифорнии стал начавшийся массовый исход населения в другие штаты; согласно переписи населения, с 2005 года Калифорнию покидает больше людей, чем приезжает туда. Тогда как за период 1960—1970 в Калифорнию мигрировало 4.2 млн американцев, с 1990 года штат покинуло 3.4 млн чел. Это обстоятельство вызвало потери дохода 5.67 млрд долл. в пользу Невады, 4.96 в пользу Аризоны, 4.07 в пользу Техаса, 3.85 в пользу Орегона.
В качестве причин переезда называются завышенные цены на недвижимость, цены на электричество (на 50 % выше средних по стране), относительно высокие налоги. Бизнесмены также утверждают, что в Калифорнии высокие цены на коммерческую недвижимость, имеет место «засилье профсоюзов», завышена цена рабочей силы, а ведение бизнеса чрезмерно зарегулировано. Утверждается, что штат Калифорния в настоящее время является четвёртым из самых худших штатов для ведения бизнеса.
Согласно исследованию Манхеттенского института, основной поток утечки населения (population drain) из Калифорнии направлен в штаты Техас, Невада, Аризона, Орегон, Вашингтон, Колорадо, Айдахо, Юта, Джорджия и Южная Каролина.
Вместе с тем одной из проблем штата остаётся огромное количество нелегальных иммигрантов, преимущественно въехавших из Мексики до 2000 года. Минимальная заработная плата в США больше минимальной заработной платы в Мексике в 5 раз. Число нелегальных иммигрантов в Калифорнии оценивается на 2012 год как 24 % от всех нелегальных иммигрантов в США (всего по стране 11,5 млн чел.) В то же время с апреля 2012 года зафиксировано, что нелегальная миграция из Мексики в США в связи с экономическим кризисом прекратилась, а возможно, даже развернулась в обратном направлении. Однако при этом с 2009 года наблюдается небольшой рост нелегальной иммиграции из азиатских стран.
По данным газеты The Sacramento Bee, в Калифорнии на 2012 год проживают 2,5 млн нелегальных иммигрантов. Они остаются изолированы от многих социальных служб, в частности, многие из них ездят без лицензий, так как не могут получить их законно. 30 сентября 2012 года преемник губернатора Шварценеггера, демократ Джерри Браун подписал законопроект о предоставлении водительских прав для части нелегальных иммигрантов Калифорнии, попавших в штат в возрасте до 16 лет, окончивших американскую школу и проживших в США не менее 5 лет подряд. По условиям программы, подпадающим под неё нелегалам должно быть не более 31 года, и за ними не должно числиться никаких преступлений.
Предоставить водительские права нелегальным иммигрантам пытался ещё предшественник Шварценеггера, губернатор Грэй Дэвис в 2003 году. Эта мера входит в программу демократов, однако остаётся среди населения штата непопулярной; по данным социологического опроса в сентябре 2012 года против неё выступили 56 % опрошенных, и только 40 % за.
Кроме того, продвигаемый демократами «Закон мечты» разрешает части нелегальных иммигрантов получать от государства субсидии на обучение в университетах. Против этой меры выступают от 80 до 90 % населения штата, а Шварценеггер отказался подписывать подобный закон.

## Институт Шварценеггера
После своей отставки с поста губернатора Калифорнии Шварценеггер основал Институт государственной и глобальной политики Шварценеггера, который будет действовать на базе школы Прайса Университета Южной Каролины. Как предполагается, Шварценеггер войдёт в консультативный совет (Board of Advisors) своего института в качестве его председателя, а также получит должность профессора Университета Южной Каролины.
По данным влиятельного издания The Washington Post, Шварценеггер пожертвовал на нужды своего института 20 млн долл. собственных средств. Учредители рассчитывают также привлечь в течение двух-трёх лет и другие средства. По мнению издания, новое учреждение будет исполнять функции аналитического центра (think tank). Судя по всему, институт, в соответствии с политическими убеждениями самого Шварценеггера, будет продвигать центристские взгляды, промежуточные между взглядами демократов и республиканцев.
24 сентября 2012 года Институт официально начал свою работу, проведя первый симпозиум. Открывая его, Шварценеггер подчеркнул, что он, сам будучи республиканцем «никогда не рассматривал демократов, как злодеев», и даже «был женат на демократке 25 лет». По мнению Шварценеггера, сотрудничество республиканцев и демократов должно стать ключевым для решения проблем американской нации. Институт, по заявлению его основателя, будет сотрудничать со всеми «новаторами» всех политических убеждений, поскольку «ни одна идеология не имеет монополии на принятие решений».

## Перспективы президентства

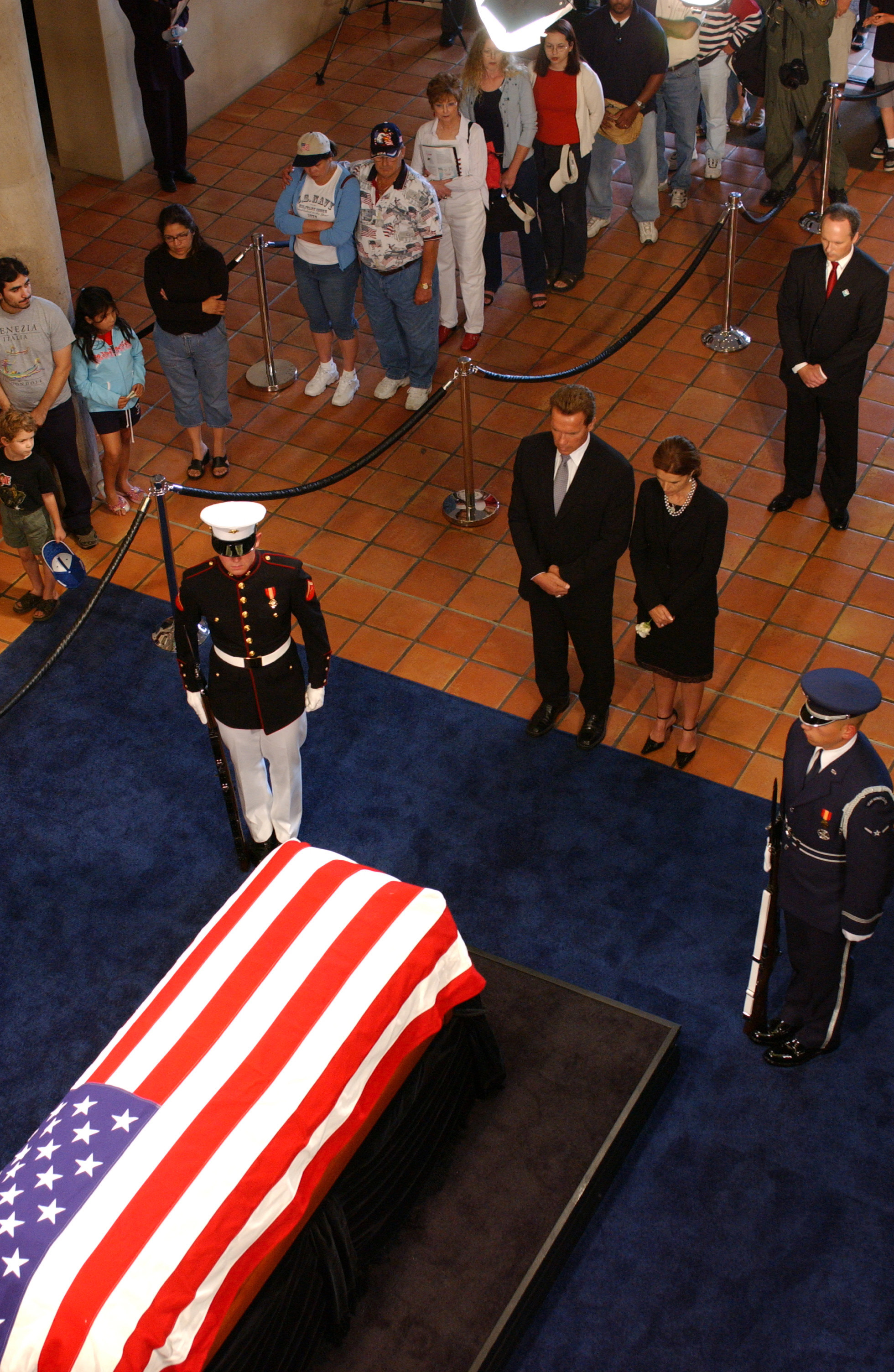
Губернатор Шварценеггер с супругой Марией Шрайвер на похоронах экс-президента США Рональда Рейгана, 2004

Возможное президентство Арнольда Шварценеггера является широко обсуждаемой темой в США и в мире, по крайней мере, со времени выхода в 1993 году боевика Разрушитель с Сильвестром Сталлоне; в порядке шутки Сталлоне сделал в своём фильме Шварценеггера президентом.
После избрания Шварценеггера губернатором Калифорнии перспективы его президентства уже начали выходить из области кинематографа в реальность. Основным препятствием для этого, как упоминалось уже в «Разрушителе», является Конституция США, запрещающая лицам, не являющимися американцами по праву рождения, баллотироваться на пост президента.
В 2004 году появился ряд общественных организаций, выступающих за отмену этой нормы, путём принятия соответствующей поправки. Сам Шварценеггер выступает в поддержку их деятельности, отмечая, что лица, рождённые за пределами США, могут служить в американской армии, но не могут баллотироваться на высший пост.

Конечно, я поддерживаю такую поправку. А почему нет? Почему люди из других стран имеют право идти на войну и умирать за Америку, а в большой политике участвовать им нельзя? Я это поддержал, и все сразу стали выносить на обложки газет — во, Шварценеггер в президенты идет!

В 2004 году вопрос о принятии поправки рассматривался в юридическом комитете сената США, на двухчасовом заседании предлагались варианты ценза в 20 или 35 лет американского гражданства для кандидата в президенты (Шварценеггер получил американское гражданство в 1983 году). В настоящее время в американском парламенте рассматриваются четыре варианта поправки.
3 мая 2007 года вопрос о поправке был поднят в теледебатах кандидатов в президенты США на выборах 2008 года; положительно высказались Джон Маккейн и бывший мэр Нью-Йорка Джулиани, однако сенатор от Колорадо Том Танкредо заявил: «Каким бы грозным он ни казался, я говорю „нет!“» — и все остальные кандидаты с ним согласились.
Согласно законам США, для принятия поправки необходимы голоса по крайней мере в 38 (трёх четвертях) штатов, в каждом из них требуется большинство в две трети голосов.
На текущий момент[когда?] к перспективе избрания Шварценеггера президентом США положительно относятся 26 % американских избирателей.